# Pylon

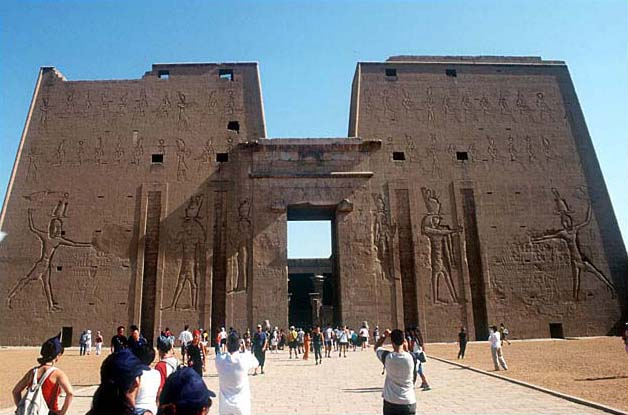
Pylon egipski w Edfu

Pylon (z gr., brama) – wieża o prostokątnej podstawie, wznoszona parami i zwężająca się ku górze (trapezoidalna).
W starożytnym Egipcie w czasach Nowego Państwa pomiędzy wieżami pylonu znajdowało się wejście na dziedziniec świątyń. Ściany ich były zdobione reliefami i inskrypcjami chwalącymi czyny faraonów i bogów egipskich. W fasadzie umieszczano miejsce służące wywieszaniu flag. Na szczyt, zwieńczony platformą, prowadziły schody. Wewnątrz znajdowały się pomieszczenia o nieznanym dzisiaj przeznaczeniu.
Współcześnie nazwą tą określa się także:
1. elementy konstrukcyjne – podpory mostów wiszących[1] takich jak np. Most Grunwaldzki we Wrocławiu, most Golden Gate w San Francisco albo mostów wantowych jak Most Świętokrzyski w Warszawie, czy Most Rędziński we Wrocławiu – najwyższy pylon w Polsce.
2. elementy konstrukcyjne - wsporniki usytuowane zwykle pod (wyjątkowo nad) skrzydłami samolotów, na których zamocowane są silniki.
3. nośnik reklamy zewnętrznej w postaci pionowego, wolno stojącego słupa zazwyczaj dużej wysokości, spotykany na przykład na stacjach paliw.

## Galeria

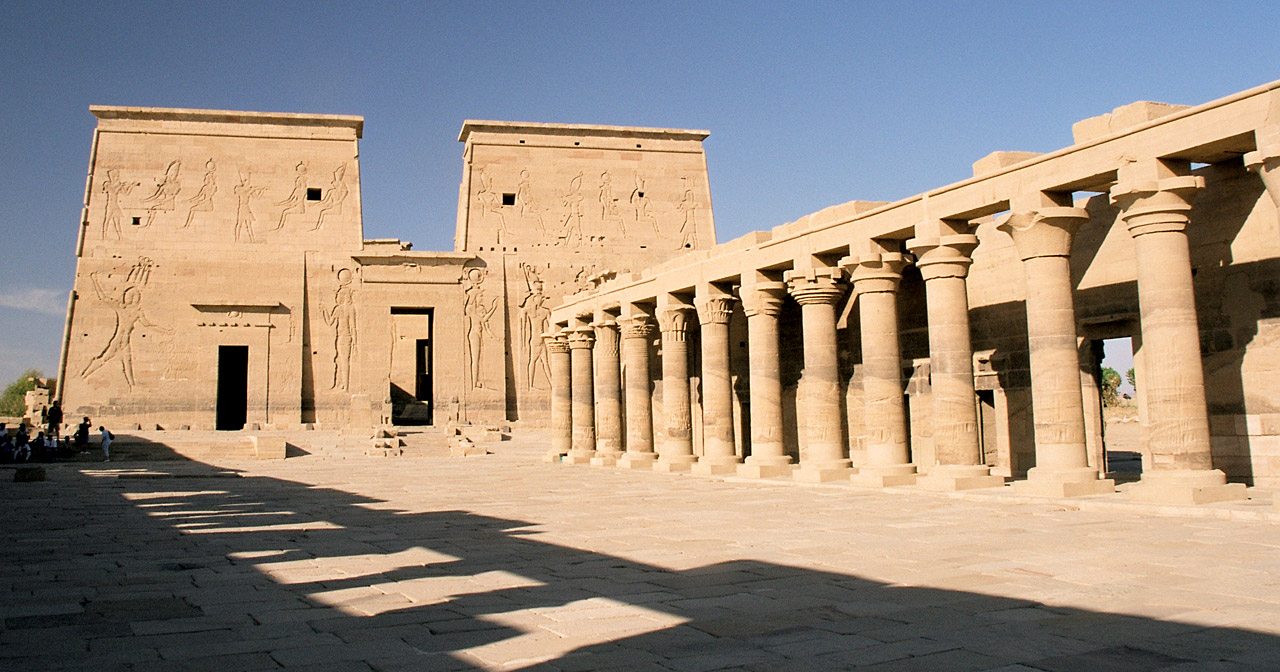
Pylon egipski niedaleko Asuanu
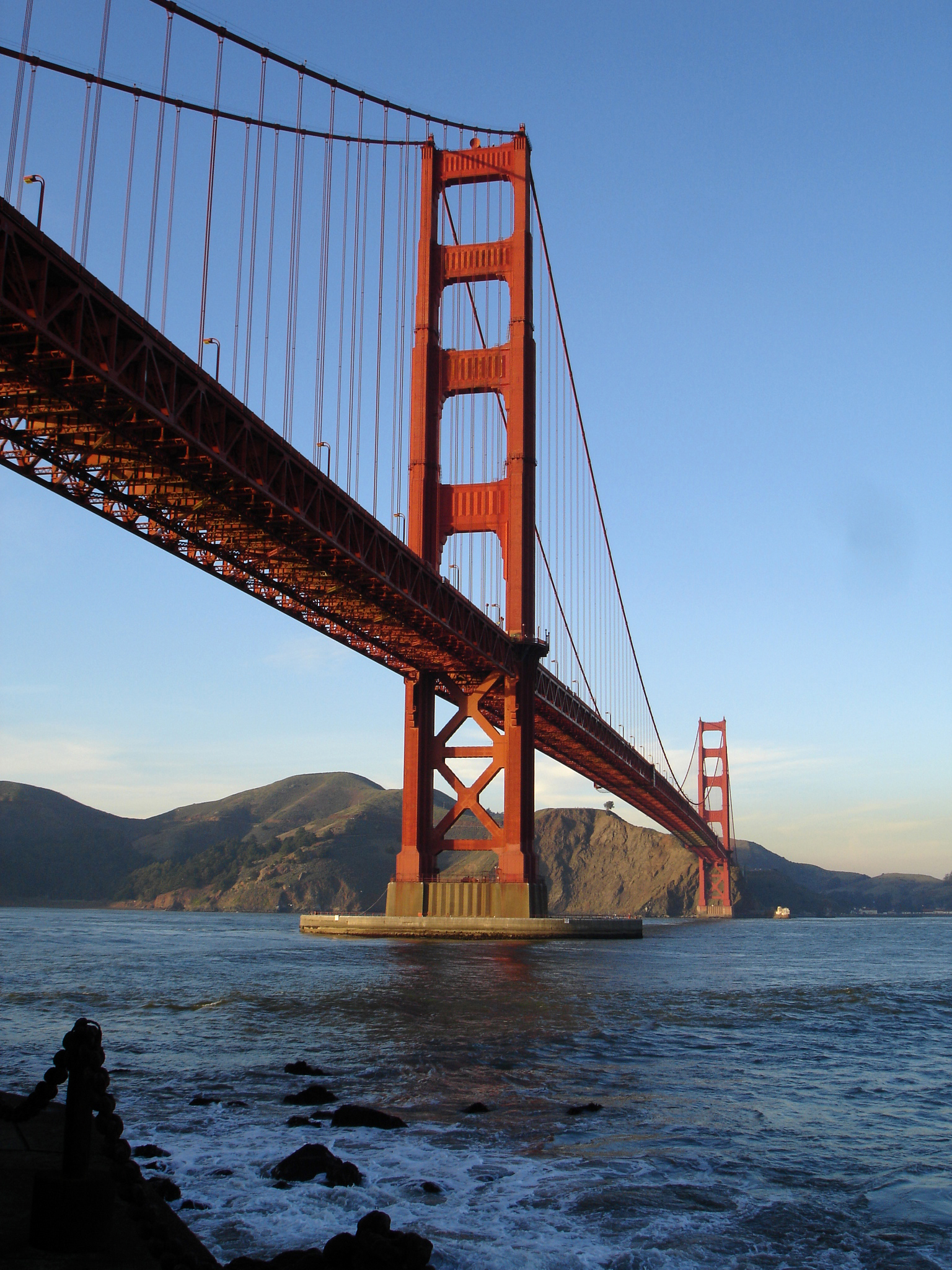
Pylon mostu Golden Gate
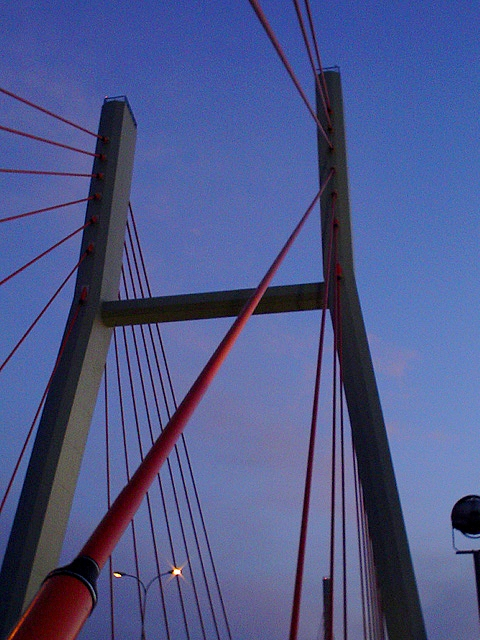
Most Siekierkowski w Warszawie, pylon
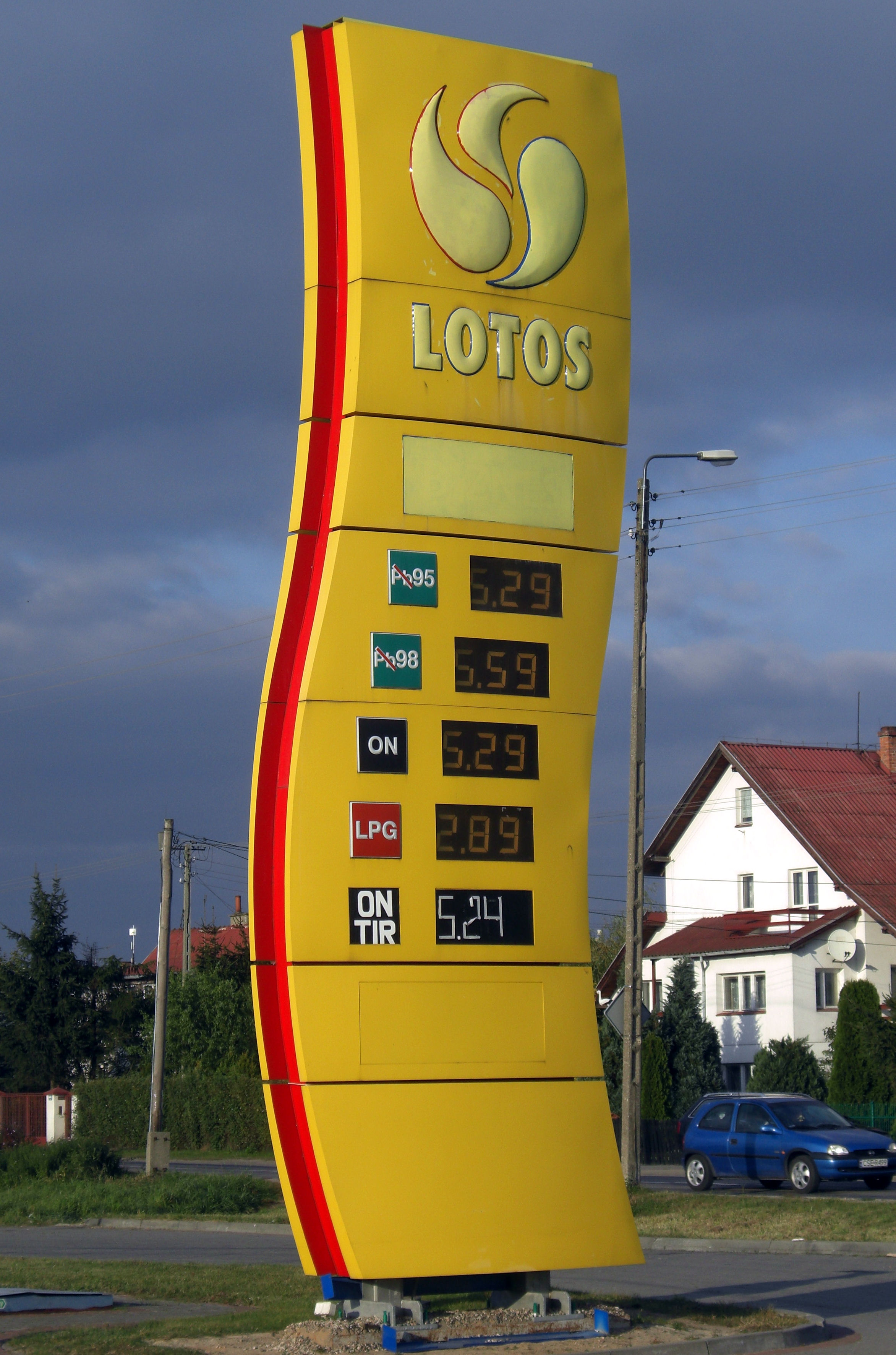
Pylon reklamowy przed stacją paliw